# Rokiškis
Rokiškis est le chef-lieu de la municipalité du district de Rokiškis dans le nord-est de la Lituanie. Elle comprenait 15 325 habitants en 2010.

## Histoire
La ville compte une communauté juive historique depuis au moins 1574. En 1897, les Juifs représentent 75 % de la population totale (2 067 personnes sur 2 736 habitants).
Dans l'entre-deux-guerres, de nombreuses entreprises juives sont nationalisées ce qui provoque des ruines personnelles. Cela pousse de nombreux habitants à émigrer en Afrique du Sud, aux États-Unis et en Palestine mandataire. En 1939, la population juive est de 3 500 habitants soit 40 % de la population totale. (dont de nombreux hassidi loubavitch).
Au cours de la Seconde Guerre mondiale, en août 1941, un commando des Einsatzgruppen assassine des Juifs (des adultes et des enfants) de Rokiškis et des villages voisins lors d'exécutions de masse. Ces massacres font plusieurs milliers de morts. Les meurtriers sont des Allemands assistés de collaborateurs lituaniens locaux,,,.

## Galerie

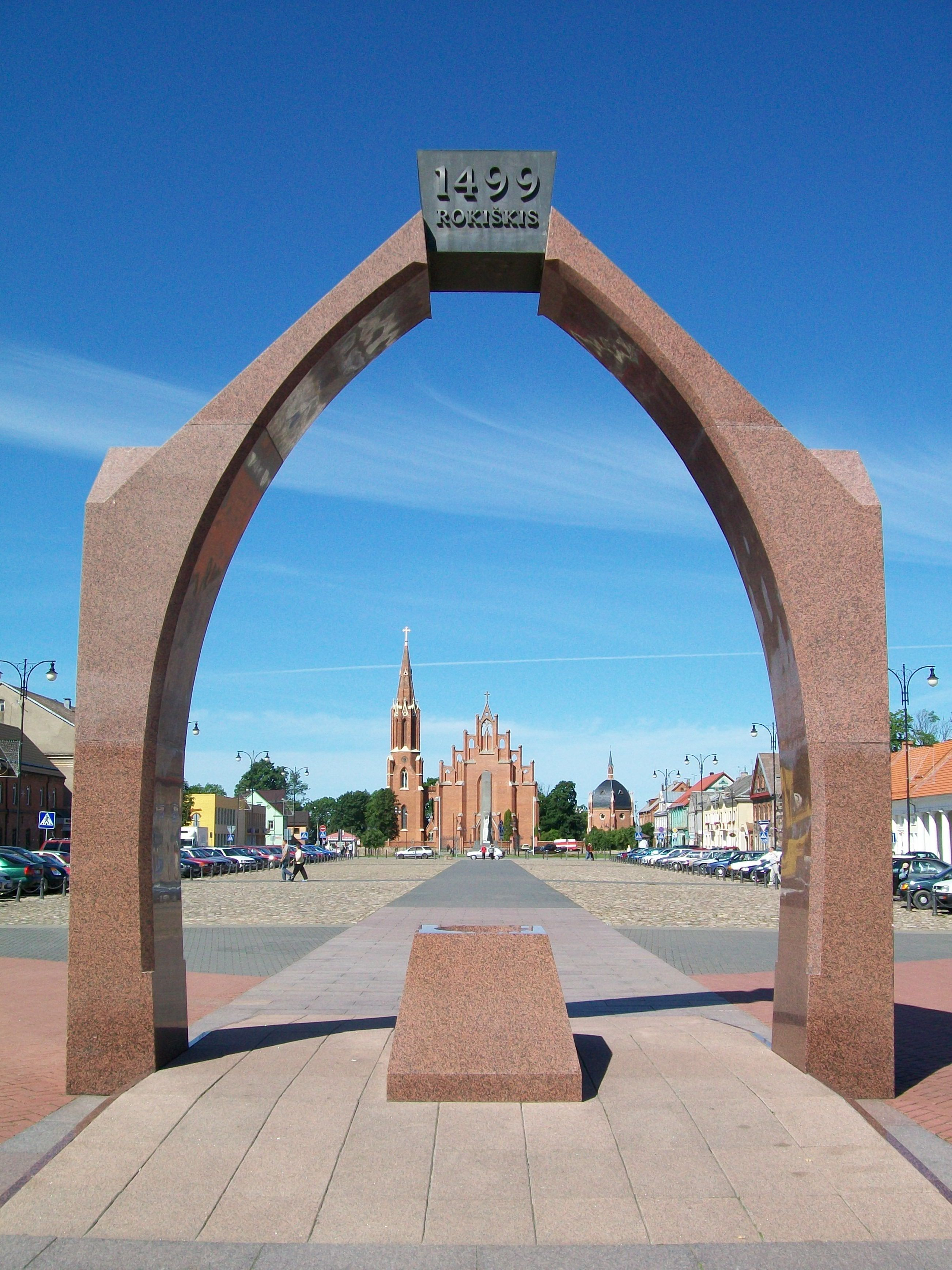
Place centrale de Rokiškis
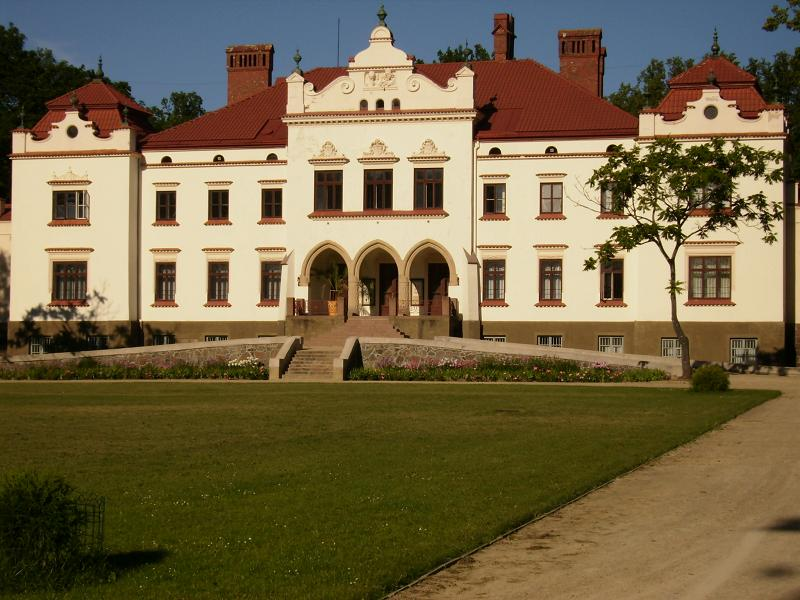
Château de Rokischken
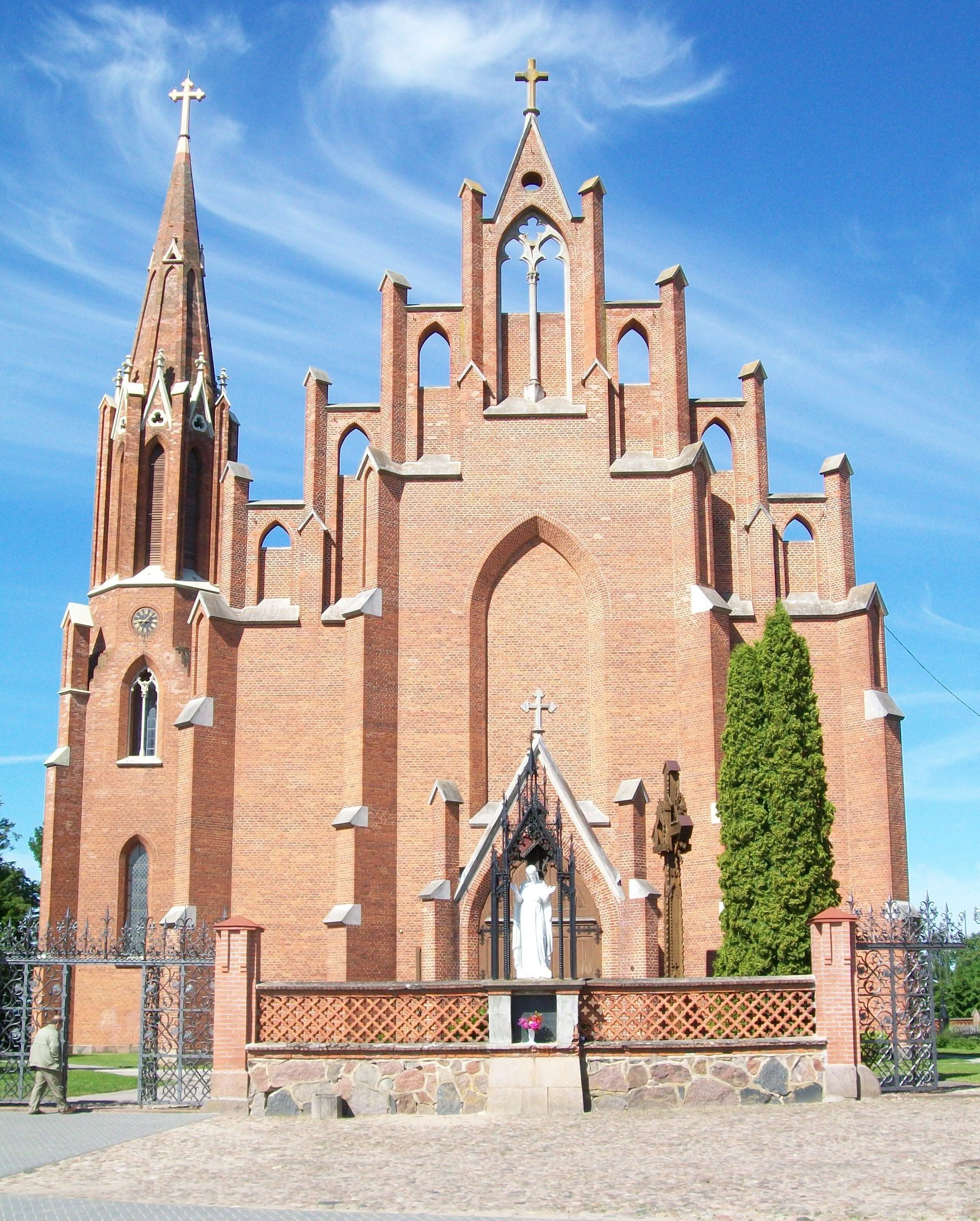
Église de Rokiškis